# Witte vliegen
De witte vliegen (Aleyrodidae) of motluizen, zijn een familie uit de orde der halfvleugeligen (Hemiptera).

## Uiterlijke kenmerken
Deze insecten hebben zeven-ledige antennen en twee paar gelijkvormige, transparante, witte of gemarmerde vleugels. Alle soorten blijven relatief klein, hun lichaamslengte bedraagt een tot drie millimeter.

## Metamorfose
Witte vliegen hebben een opmerkelijk aangepaste vorm van metamorfose. De onvolwassen stadia beginnen het leven als beweeglijke individuen, die zich spoedig aan de plant hechten. Het stadium voor het volwassen worden wordt een 'pop' genoemd, hoewel het niet hetzelfde is als de echte verpopping die bij holometabole insecten optreedt.

## Verspreiding en leefgebied
De witte vlieg is afkomstig uit tropisch of subtropisch Amerika, waarschijnlijk Brazilië of Mexico en is voor de eerste keer gesignaleerd als een plaag in tomaten in Amerika in 1870.

## Schadelijkheid
De verschillende soorten voeden zich aan de onderkant van bladeren van planten. Ze beschadigen planten door het floëem aan te boren. De plant verliest turgor en reageert op het toxische speeksel van de witte vlieg. Omdat witte vliegen in grote groepen samenleven kunnen ze een plant totaal te gronde richten. Het kan zo erg zijn dat wanneer iemand een blad aanraakt, een zwerm witte vliegen opvliegt voordat ze zich weer aan de onderkant van het blad vestigen. Ook scheiden ze honingdauw uit wat de groei van schimmels bevordert en door zijn kleverigheid bijvoorbeeld een katoenplant volledig kan ruïneren. De eieren worden aan de onderkant van bladeren afgezet.

## Bestrijding
De bestrijding van witte vliegen is moeilijk. De kaswittevlieg heeft resistentie ontwikkeld tegen vele pesticiden. Het United States Department of Agriculture beveelt een werkwijze aan die zich richt op preventie en die afhangt van biologische bestrijding als dat mogelijk is. Zij adviseren de toepassing van gele, kleverige vallen om plagen te detecteren en slechts selectieve toepassing van insecticiden.
Ook kan zij bestreden worden door haar natuurlijke vijanden in te zetten. De sluipwesp parasiteert op de witte vlieg. De roofwants bejaagt de witte vliegjes voor voedsel. De larven van gaasvliegjes vallen de witte vliegen aan en zuigen ze leeg.

## Taxonomie en indeling
De witte vliegen worden onderverdeeld in drie onderfamilies:
- Aleyrodinae
- Aleurodicinae
- Udamoselinae

Een van de bekendste soorten is de kaswittevlieg (Trialeurodes vaporariorum). De kaswittevlieg vormt een hoofdplaag in vele groente- en siergewassen. Andere bekende soorten zijn de tabakswittevlieg (Bemisia argentifolii), Trialeurodes abutiloneus en de koolwittevlieg (Aleyrodes proletella). Een overzicht van alle soorten is te vinden op de lijst van witte vliegen.